# سونيت 30
السونيت 30 هي واحدة من الـ 154 سونيت التي كتبها الكاتب والشاعر الإنجليزي وليم شكسبير. نُشرت في مجموعة الكوارتر عام 1609. كما أنها جزء من قسم الشاب الجميل ضمن مجموعة سونيتات شكسبير، حيث يكتب الشاب عن مشاعره تجاه شاب مجهول. ورغم أن التاريخ الدقيق لكتابة السونيت 30 غير معروف، إلا أن معظم العلماء يتفقون على أنها كُتبت بين عامي 1595 و1600. وقد كُتبت في شكل السونيت الشكسبيرية، مكونة من أربعة عشر بيتاً شعرياً بالإيامبيك خماسي الأوزان، ومقسمة إلى ثلاثة رباعيات وختامية قافية (كوبليت).
في هذه السونيت، يقضي الراوي وقته في استذكار وتأمل الذكريات الحزينة لصديق عزيز. يأسف على إخفاقاته وعيوبه، بينما يتذكر أيضاًَ ذكريات أكثر سعادة. يستخدم الراوي استعارات الفلسفة القانونية في جميع أنحاء السونيت لوصف الحزن الذي يشعر به أثناء تأمله لحياته. ثم في الثنائي الختامي، يغير الراوي نبرته تجاه الإخفاقات، وكأن الخسائر أصبحت الآن مكاسب له.

## الملخص
تبدأ السونيت 30 بتأمل شكسبير في إخفاقاته ومعاناته الماضية، بما في ذلك أصدقاؤه الراحلون وشعوره بعدم تحقيق أي شيء مفيد. ولكن في الثنائي الختامي، يعلق شكسبير على كيف أن التفكير في صديقه يساعده على استعادة كل ما فقده، مما يسمح له بالتوقف عن الحزن على كل ما حدث في الماضي.

## السياق
السونيت 30 واحدة من المجموعة الأولى من السونيتات (1-126)، التي يُعتقد أنها تخص شابًا جميلًا. يوصف هذا الشاب، كما ورد في بعض من سونيتات وليم شكسبير الأخرى، بأنه شاب وسيم لطيف، ويبدو أنه يمتلك مزايا لا تنتهي. يرى البعض أن علاقة شكسبير مع هذا الشاب كانت علاقة مِثليّة. ومع ذلك، من الممكن أيضاً أن السونيتات المتعلقة بالشاب الجميل كانت تهدف فقط إلى عرض الصداقة الذكورية فوق حب رومانسي بين الرجل والمرأة. المجموعة الأصلية لعام 1609 مٌهداه (من قبل الناشر) إلى «السيد دبليو إتش» الذي يعتقد البعض أنه الشاب الجميل. من ضمن الأسماء المحتملة لـ السيد دبليو إتش (بالإنجليزية: W. H.)‏: ويليام هاموند، ويليام هوثورن، هنري ووكر، ويليام هيوز، ويليام هربرت، إيرل بيمبروك الثالث، ويليام هاثاوي، و(مع الأحرف معكوسة) هنري وريوسلي، إيرل ساوثامبتون الثالث.

## التركيب
تتبع السونيت 30 (كما جميع السونيتات الـ154 في مجموعة شكسبير) شكل السونيت الشكسبيرية. وهو نوع من السونيتات يعتمد على الشكل الإنجليزي أو السرياني (Surreyan) للسونيت. هذا الشكل يتكون من أربعة عشر بيتاً شعرياً (14 سطراً)، مرتبة في ثلاث مقاطع رباعية (quatrains)، يليها بيت ثنائي (couplet) في النهاية. تلتزم السونيت بنظام القافية ABAB CDCD EFEF GG.
على الرغم من أن شكسبير يتبع الهيكل الإيقاعي للسونيت الإنجليزية أو السورايانية، فإنه أحياناً يتبع بعض السمات البلاغية للسونيت الإيطالية (أو البتراركية)، والتي تعود إلى الشاعر الإيطالي بتراركا. هذه السونيتة الإيطالية تتكون من جزئين رئيسيين: الأوكتات (octet)، أول ثمانية أبيات، وهي عادة ما تتناول تطوّر الموضوع الأساسي. والستسيت (sestet)، آخر ستة أبيات، التي تصل إلى ذروة الفكرة أو الفهم.
أحد الجوانب الأساسية في معظم سونيتات شكسبير هو استخدامه للإيقاع المعروف بـ"الإمبيك بنتامتر" (بالإنجليزية: Iambic Pentameter)‏. هذا النمط الإيقاعي يتكون من خمسة أقدام شعرية (pentameter)، وكل قدم شعرية تتكون من مقاطع ضعيفة وقوية.
يُعتبر هذا الإيقاع من أكثر الأنماط شيوعاً في الشعر الإنجليزي، ويُعطي النص حركة موسيقية منتظمة وسلسة. في حالة سونيت شكسبير، يتكون السطر من 10 مقاطع، أي خمس أقدام شعرية. وهذه التقنية تعزز من إيقاع السونيت وتنظيمها.

## التفسير

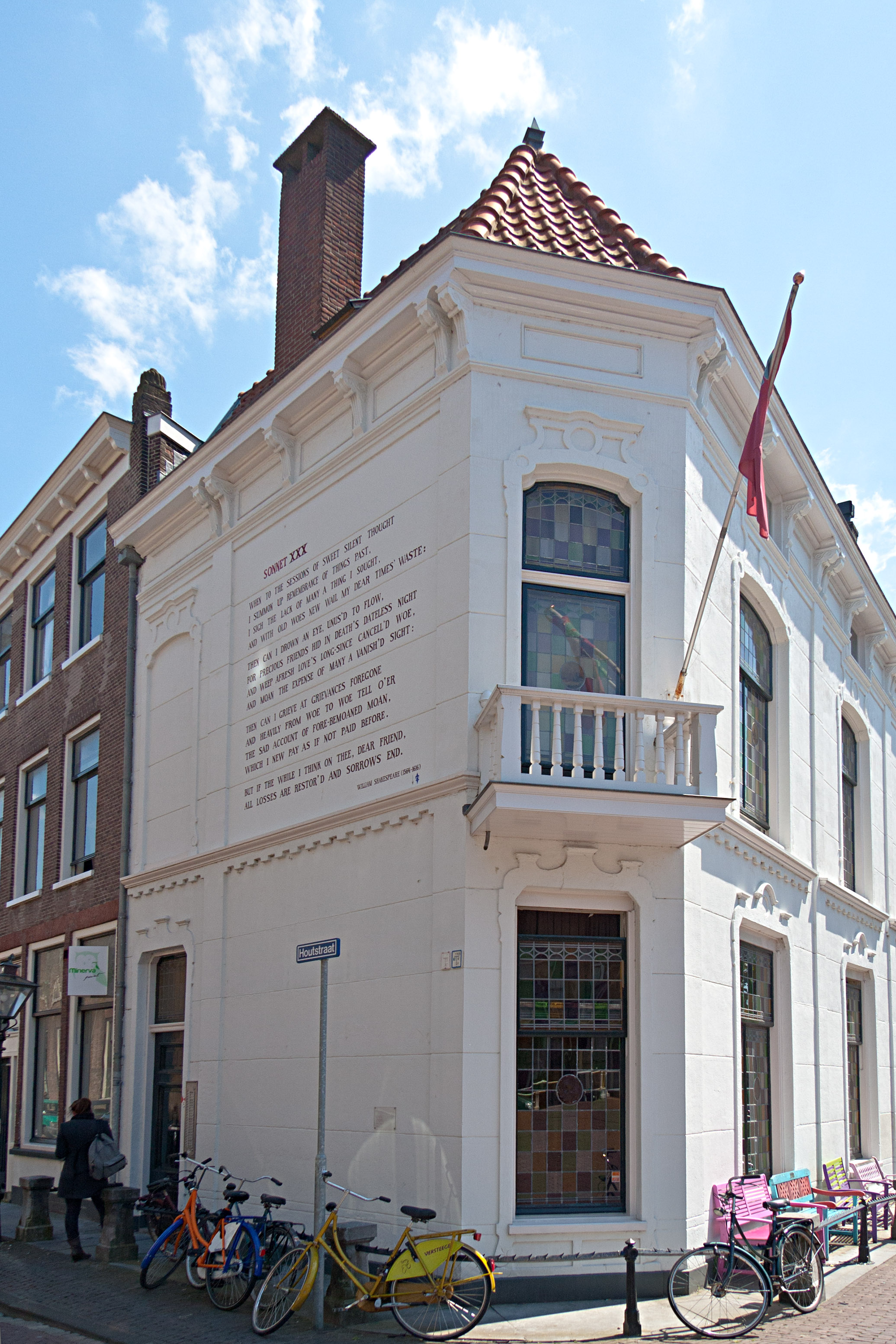
السونيت 30 على جدار لايدن، وهو مشروع رُسِم فيه أكثر من 100 قصيدة بالعديد من اللغات المختلفة على الجدران الخارجية للمباني في مدينة لايدن، هولندا.

### نظرة عامة
يفتتح النص الشعري بتذكر المتحدث لخسائره الماضية. يعبر الراوي عن حزنه تجاه إخفاقاته ونواقصه، ويُركز أيضاً على موضوع الأصدقاء والعشاق الذين فقدهم. تتخلل كلمات السونيت لغة قانونية ومالية. يستخدم الراوي كلمات مثل: "sessions" ،"summon" ،"dateless"، والعديد من المصطلحات القانونية الأخرى. يبدو وكأن الراوي يقوم بحساب دقيق لأحزانه ويضيف إحساساً زائداً بالذنب. يبقى النص مجرداً حيث تصبح عملية التذكر محوراً للدراما. وفي منتصف السونيت تقريباً، يغير المتحدث النبرة. ينتهي النص بنبرة مبهجة كما لو أن تذكر الصديق العزيز يعيد الانتعاش ويولد مكسباً بدلاً من الخسارة.

### الرباعية الأولى
في السطر الأول، تقدم عبارة "sessions of sweet thought" مفهوم استرجاع شكسبير للأحداث الماضية. يشير ستيفن بوث إلى أن كلمة "sessions" تشير إلى جلسات القضاة في محكمة قانونية. كما يلاحظ بوث أن كلمة "summon" في السطر الثاني هي أيضاً مصطلح قانوني، يشير إلى الاستدعاء من قبل المحكمة أو سلطة ما لتقديم دليل أو الرد على تهمة. تعني أيضاً استدعاء خصائص معينة إلى العمل، كما لو أن شكسبير يستدعي ذكرياته إلى عقله. تشير هيلين فيندلر إلى أن هناك وقفة طفيفة في العبارة "sessions of sweet thought"، لأن أفكار شكسبير تتحول في النهاية إلى مؤلمة بدلاً من "sweet". وأخيراً، تشير الأسطر الثالثة والرابعة إلى ندم شكسبير. وفي السطر الثالث، يوضح بوث أن كلمة "sigh" تعني "lament".

### الرباعية الثانية
يبدأ المتحدث من السطر الخامس في التعبير عن عدم قدرته على استرجاع ذكرياته عن أصدقائه بالكامل باستخدام عينيه. ثم يذكر أن أصدقائه مضوا بعيداً إلى "death's dateless night"، حيث يشير مصطلح "dateless" إلى الزمن الذي لا نهاية له. لا يعني هذا أن هؤلاء الأصدقاء قد ماتوا بالضرورة، بل إنهم مختبئون في ليلة دائمة. يصف دون باترسون أيضاً عبارة "death's dateless night" بأنها أكثر طابعاً قانونياً وذات إحساس مخيف.

### الرباعية الثالثة
في السطر التاسع، يعبر شكسبير عن حزنه على معاناته وأحزانه الماضية. تشير العبارة "from woe to woe tell over" إلى استعارة يبدو فيها أن معاناة شكسبير وإخفاقاته تشبه دفتر حسابات يقرأه مراراً وتكراراً. تشير كلمة "heavily" قبل هذه العبارة إلى أن شكسبير يقرأ هذا «دفتر الحسابات» بطريقة مؤلمة. وأخيراً، الكلمات "fore-bemoaned moan" التي تأتي مباشرة بعد الكلمات "grievances foregone" تشير إلى أن شكسبير يستمر في مراجعة أحزانه السابقة بشكل مستمر.

### الكوبليت
يتألف الكوبليت في السونيت من السطرين 13 و14، ويبدو أنه يُستخدم لتأكيد نهاية السونيت. يقدم الراوي تعويضاً حيث تختفي جميع الأحزان عند تذكر «الصديق العزيز». يتحدث الراوي وكأن بهجة الصديق العزيز تمحو كل ألم التذكر. يقترح ديفيد ويست أن الكوبليت يزيل مغزى الرباعيات الثلاث الأولى من خلال القول بأن جبل الفشل يمكن أن يُزال بسهولة بمجرد التفكير في الحبيب. يوافق آخرون على هذا الرأي، حيث يقولون إن الكوبليت يبدو وكأنه ينبثق فجأة كأنما من صندوق مفاجآت، أو أن الكوبليت قد أُضيف ببساطة في النهاية. يرى بعض النقاد أن الكوبليت في السونيت 30 ضعيف وعابر ومبتذل، ويُظهر مظهر انهيار فكري.